# Campeonato Europeo de Curling Femenino de 2009
El XXXV Campeonato Europeo de Curling Femenino se celebró en Aberdeen (Reino Unido) entre el 5 y el 12 de diciembre de 2009 bajo la organización de la Federación Mundial de Curling (WCF) y la Federación Británica de Curling.
Las competiciones se realizaron en la Linx Ice Arena de la ciudad escocesa.

## Tabla de posiciones
| Pos | Equipo     | G | P | G–P |
| --- | ---------- | - | - | --- |
| 1   | Suiza      | 7 | 2 | –   |
| 2   | Dinamarca  | 6 | 3 | –   |
| 3   | Alemania   | 6 | 3 | –   |
| 4   | Rusia      | 6 | 3 | –   |
| 5   | Suecia     | 6 | 3 | –   |
| 6   | Escocia    | 5 | 4 | –   |
| 7   | Noruega    | 4 | 5 | –   |
| 8   | Finlandia  | 3 | 6 | –   |
| 9   | Italia     | 2 | 7 | –   |
| 10  | Inglaterra | 0 | 9 | –   |

## Cuadro final
|  | Clasif. a semifinal | Clasif. a semifinal | Clasif. a semifinal |  |  | Semifinal | Semifinal |  |          | Final | Final |
|  |                     |                     |                     |  |  |           |           |  |          |       |       |
|  | 1                   | Suiza               | 8                   |  |  |           |           |  |          |       |       |
|  | 2                   | Dinamarca           | 5                   |  |  |           |           |  |          | Suiza | 5     |
|  |                     |                     |                     |  |  | Dinamarca | 5         |  | Alemania | 7     |       |
|  |                     | Alemania            | 6                   |  |  |           |           |  |          |       |       |
|  | 3                   | Alemania            | 10                  |  |  |           |           |  |          |       |       |
|  | 4                   | Rusia               | 4                   |  |  |           |           |  |          |       |       |

## Medallistas
| Evento | Oro                                                                                         | Plata                                                                                | Bronce                                                                             |
| ------ | ------------------------------------------------------------------------------------------- | ------------------------------------------------------------------------------------ | ---------------------------------------------------------------------------------- |
| Equipo | Alemania · Andrea Schöpp · Melanie Robillard · Monika Wagner · Stella Heiß · Corinna Scholz | Suiza · Mirjam Ott · Carmen Schäfer · Carmen Küng · Janine Greiner · Binia Feltscher | Dinamarca Madeleine Dupont Denise Dupont Angelina Jensen Camilla Jensen Ane Hansen |